# Schloss Aincourt

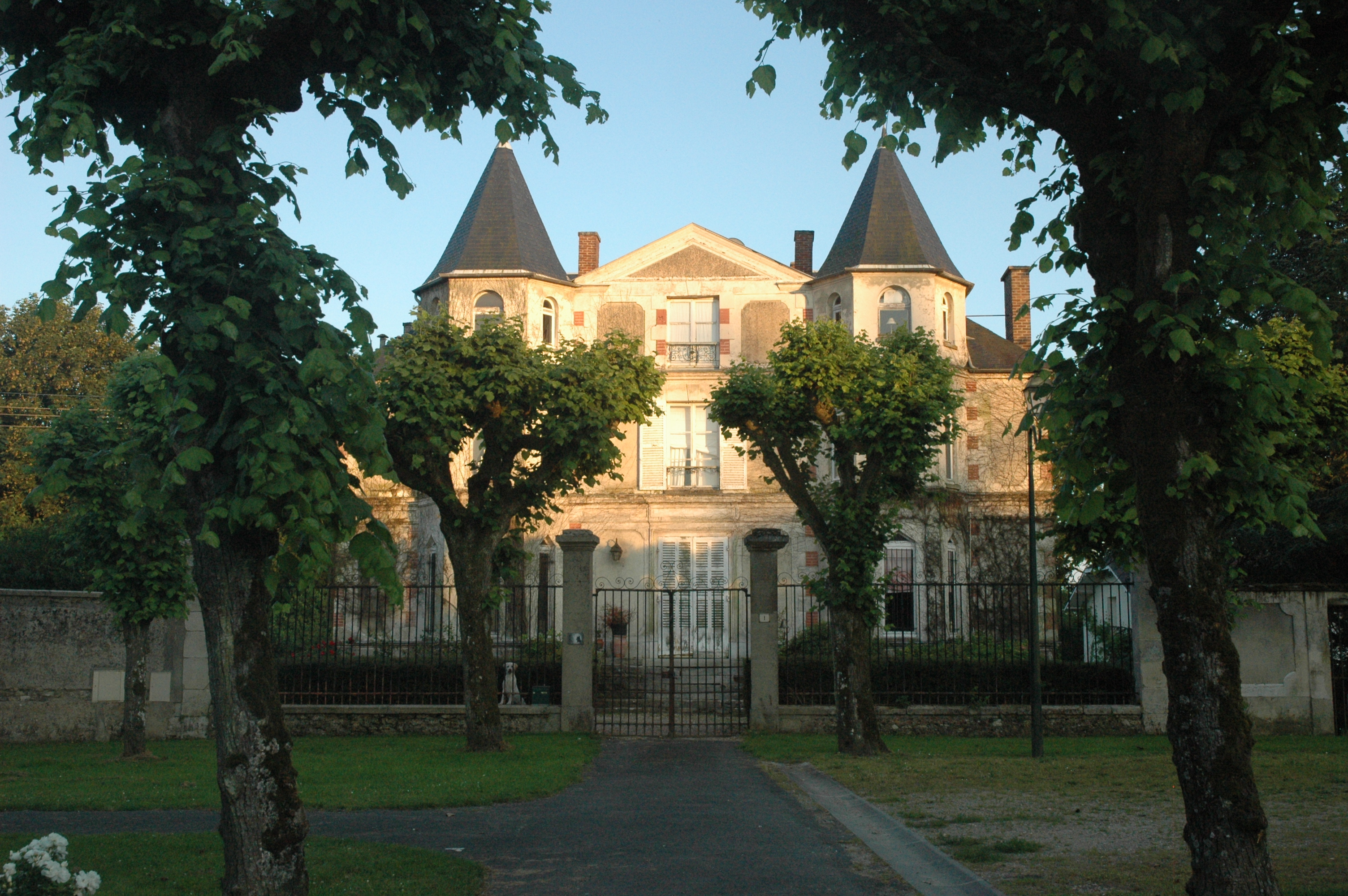
Schloss in Aincourt

Das Schloss in Aincourt, einer französischen Gemeinde im Département Val-d’Oise in der Region Île-de-France, wurde Anfang des 19. Jahrhunderts errichtet. Das Schloss steht an der Place de l’Église, gegenüber der romanischen Pfarrkirche St-Martin.
Das dreigeschossige Bauwerk aus Ziegelsteinen und dem regionalen Kalkstein wurde über einem Gewölbekeller eines Vorgängerbaus errichtet. Zwischen den zwei Erkertürme wird die Fassade zur Straße von einem Dreiecksgiebel abgeschlossen. Hinter dem Schloss befindet sich eine private Parkanlage.